# El bosque de los pigmeos
El bosque de los pigmeos (no Brasil, A Floresta dos Pigmeus; em Portugal, O Bosque dos Pigmeus) é um romance da escritora chilena Isabel Allende. Lançado em 2004, é o último da trilogia As Aventuras da Águia e do Jaguar (ou As Memória da Águia e do Jaguar, dependendo da tradução) encerrando grandes e mágicas aventuras. Essa obra mostra uma África esquecida e obscura, com líderes que trazem o mau e a injustiça, além importância de preservá-la (como em La ciudad de las bestias e, indiretamente, em El reino del dragón de oro).

## Enredo
Esta aventura já começa no calor sufocante do meio-dia (…) A terra africana tornava-se um inferno de rochas ardentes e até as hienas e os urubus saíam a procura da sombra (trecho do capítulo 1 "A Adivinha do Mercado"). Alexander Cold e Nádia Santos estão montados em um elefante macho chamado Kobi (ele fica amigo de Nádia pois ela tem o dom de poder comunicar-se com os animais, logo ela aprende a "língua dos elefantes"), estão indo a um mercado comprar coisas para a viagem. Junto deles a velha repórter Kate Cold, os fotógrafos Timothy Bruce e Joel González (presentes nas três aventuras), Michael Mushaha o guia e Angie Ninderera a piloto de avião, a nova missão recebida pela revista International Geographic é investigar o desaparecimento de vários missionários em uma região selvagem da África. Alex e Nádia vão até uma barraca e lá conhecem uma estranha mulher chamada Ma Bangesé ela entra em transe e faz uma profecia quanto a um possível destino de Alex e Nádia, "um grande perigo, o monstro de três cabeças" e eles entram em transe também. Depois disso, dirigem-se ao velho avião de Angie (mas ela o adora) para achar algo a respeito dos desaparecidos, porém acontece um problema e eles acabam caindo e então perdidos na mata, a mercê de inúmeros perigos, começam a jornada.
Dias perdidos, eles acabam encontrando um grupo de pescadores, que os levam até a aldeia dos pigmeus chamada de Ngoubé, que é coordenada por Mbembelé e governada pelo terrível rei Kosongo; que dizem que ao tocar o chão um tremor é sentido, com um olhar você é fulminado e sua voz estronda nos ouvidos; além do temível Sombé um mago bastante poderoso. Então explorando a aldeia Nádia descobre que as mulheres ficam presas em estábulos como animais por ordem do rei Kosongo, assim ele tem os pigmeus como escravos. Para ajudá-los, Nádia e Alex vão atrás de Nana-Asantê a rainha dos pigmeus, quando encontram-na em uma espécie de cemitério, não sabem se é um espírito ou uma pessoa, ela os leva, talvez à mais fantástica de todas as viagens astrais que os dois já fizeram, com espíritos do passado e presente. No acampamento Kate mostra-se mais esperta ainda, e fica grande amiga de Angie (as duas descobrem que são muito parecidas, feministas, adoram vodka, fumam e são resmungonas). Elas prometem ajudar as pigméias. Alex e Nádia chegam com o Ipemba-Afuá (um amuleto que, para o povo de Ngoubé é muito poderoso) e com Nana-Asantê. Dai eles se preparam para a grande batalha contra Mbembelé. Primeiro um valente pigmeu luta contra o grande homem, em seguida aparece do nada um grande, poderoso e belo Jaguar negro, ele avança até o homem e afugenta-o, depois de um bom tempo aparece o rei Kosongo, mas para sua humilhação, os pigmeus não têm mais medo e descobrem que apenas passava de Mbembelé e foge. Por último é a vez do grande bruxo Sombé, que em um descuido é fotografado por Joel González, e mais uma vez era Mbembelé disfarçado, assim Nádia e Alex derrotaram o "monstro de três cabeças", que não passava de um general sumido.

## Epílogo
Dois anos depois, Alexander vai para a universidade estudar medicina (desde que salvou sua mãe com a água da saúde era o que ele queria). Indo até o apartamento de Kate, deixa uma vodka para ela e vai buscar Nádia, pois a convencera de estudar com ele em Berkeley, mas chegando lá ele encontra uma Nádia madura, de vestido e salto alto, não mais uma indiazinha de bermudas, camiseta e penas na cabeça (aliás só descobriu que era ela por causa do macaquinho Borobá). Juntos, os três vão ver os livros que Kate havia feito sobre suas aventuras.